# 小青竜湯

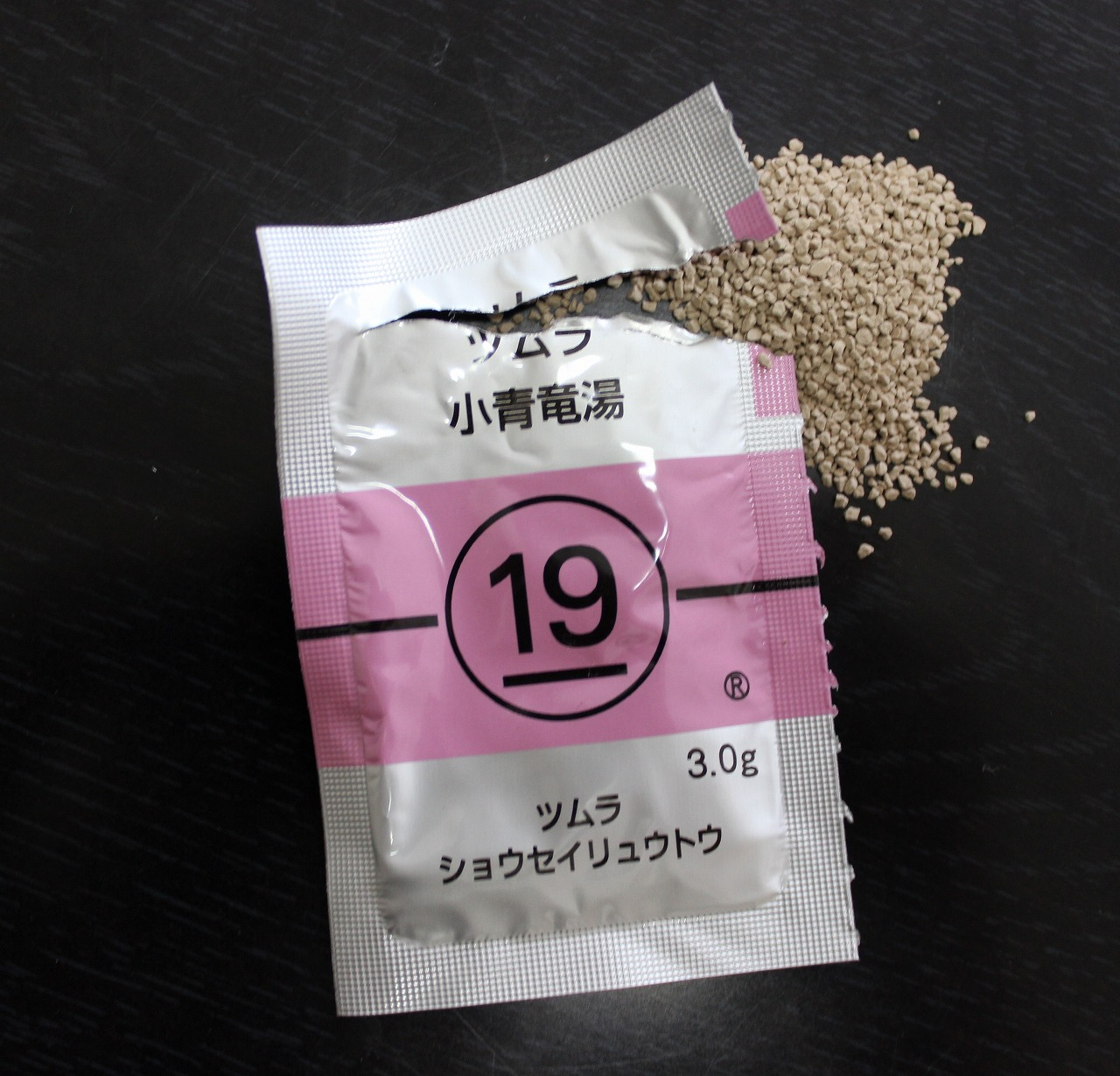
ツムラ小青竜湯（医療用）を開封し顆粒を示したところ

小青竜湯（しょうせいりゅうとう）とは、漢方薬の一種。出典は「傷寒論」。病院で処方される医療用医薬品と薬局等で購入できる一般用医薬品（OTC）がある。

## 効果・効能
気管支炎、気管支ぜんそく、鼻水、うすい水様のたんを伴う咳、鼻炎などに用いる。

### 保険適用エキス剤の効能・効果
気管支喘息、鼻炎、アレルギー性鼻炎、アレルギー性結膜炎、感冒、気管支炎

## 臨床試験
通年性鼻アレルギー患者186 例（小青竜湯群92 例、プラセボ群94 例）による二重盲検ランダム化比較試験において、小青竜湯はプラセボ群に対して、くしゃみ発作、鼻汁、鼻閉等が有意に改善した[1]。
水様の痰、喘鳴および咳嗽のいずれかを有する軽症から中等症の気管支炎患者200 例（小青竜湯群101 例、プラセボ群99 例）による二重盲検ランダム化比較試験において、小青竜湯はプラセボ群に対して、咳の回数、咳の強さ、喀痰の切れが有意に改善した[2]。

## 組成
半夏（はんげ）、乾姜（かんきょう）、甘草（かんぞう）、桂皮（けいひ）、五味子（ごみし）、細辛（さいしん）、芍薬（しゃくやく）、麻黄（まおう）

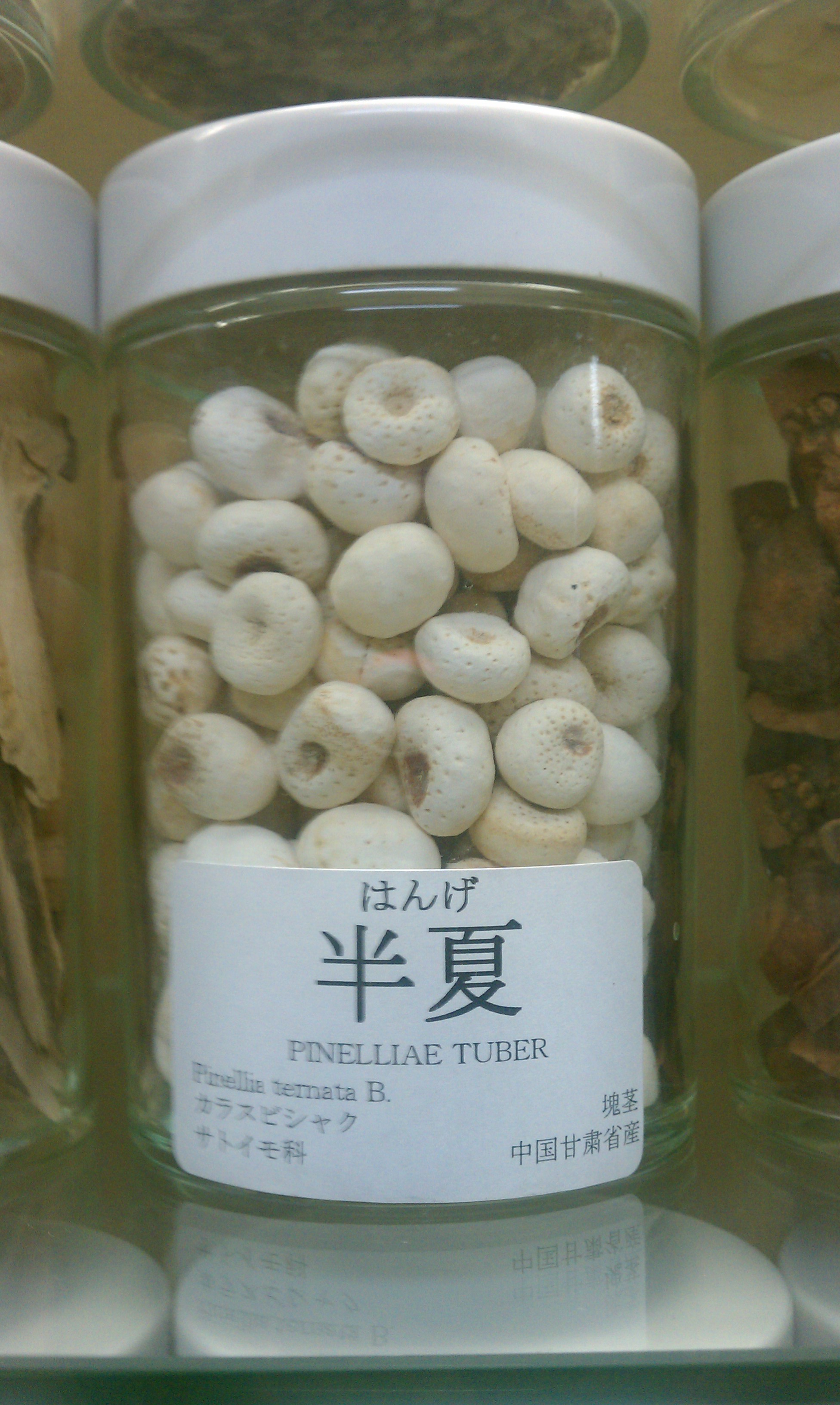
半夏
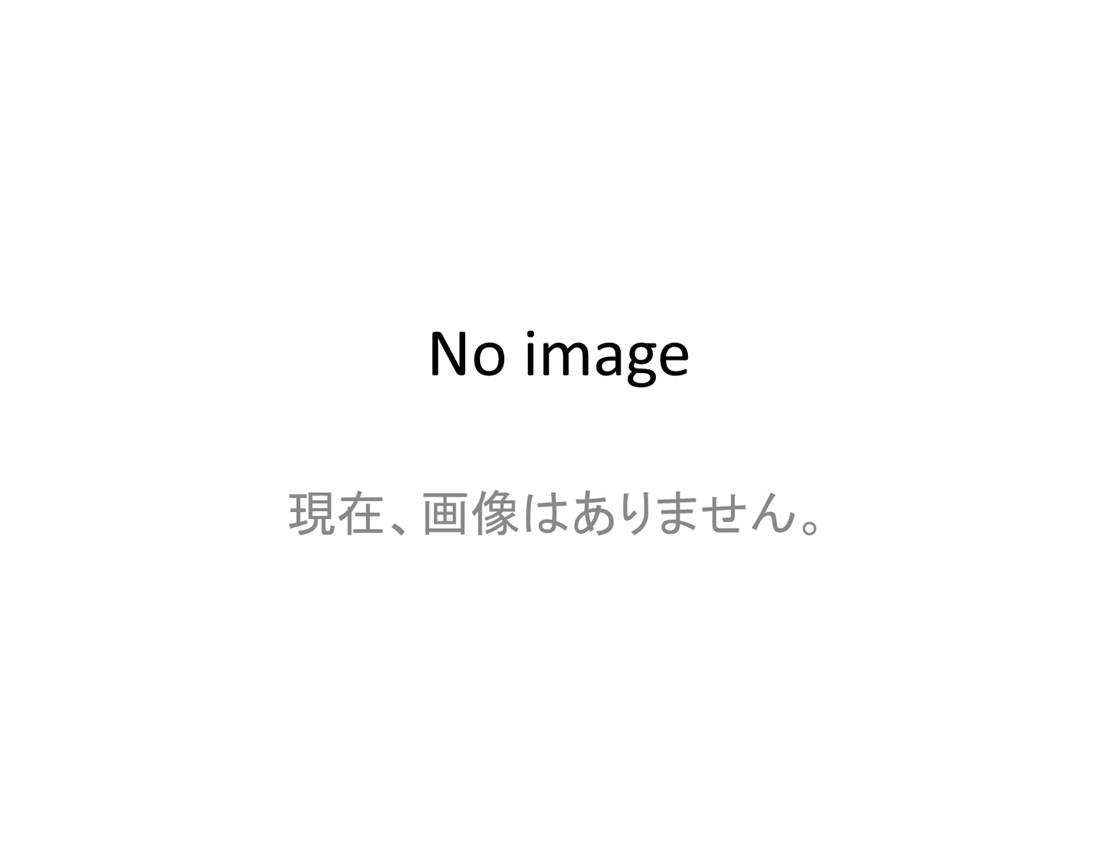
乾姜
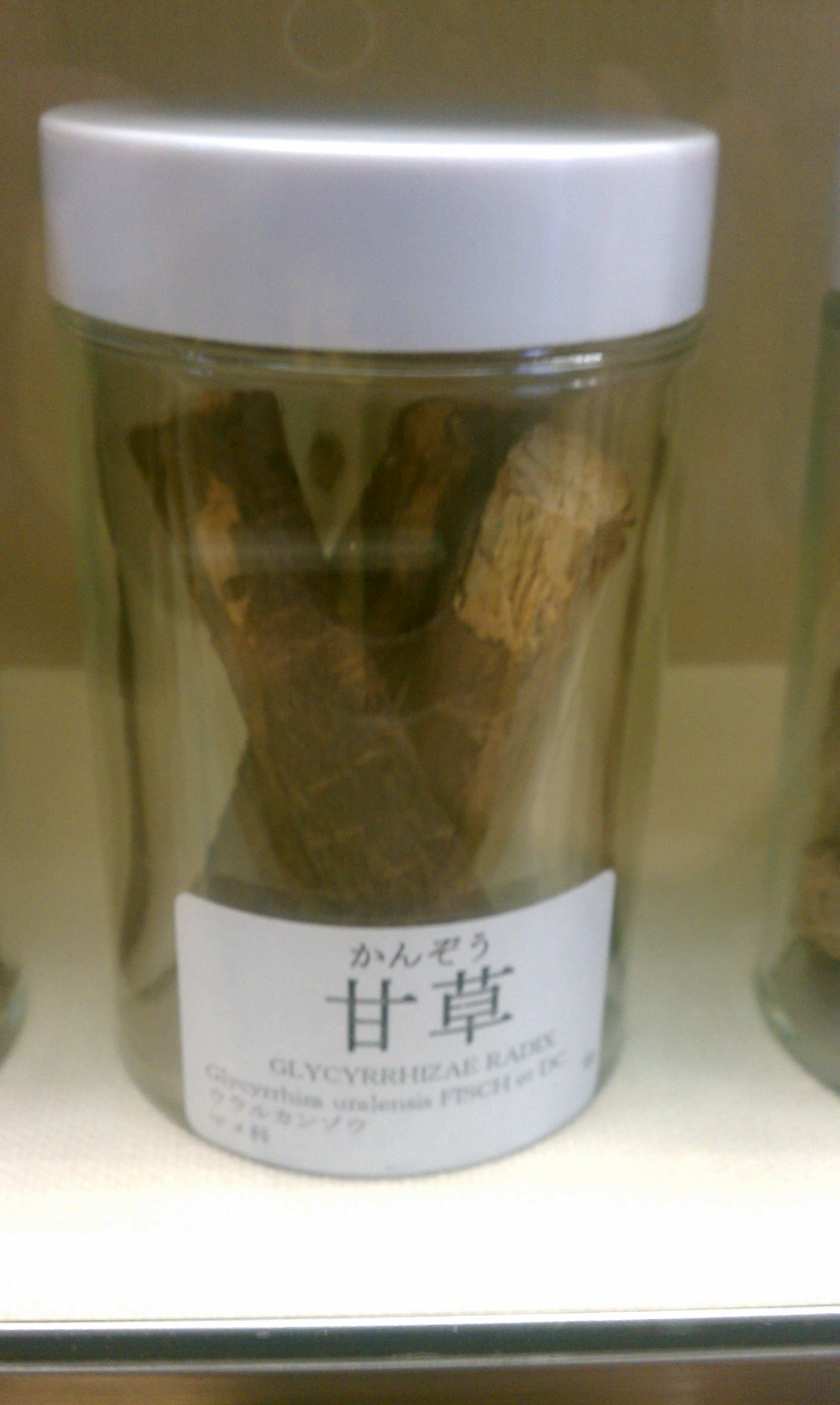
甘草
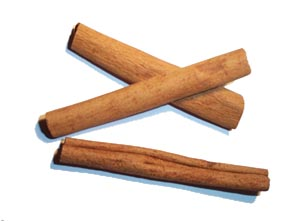
桂皮
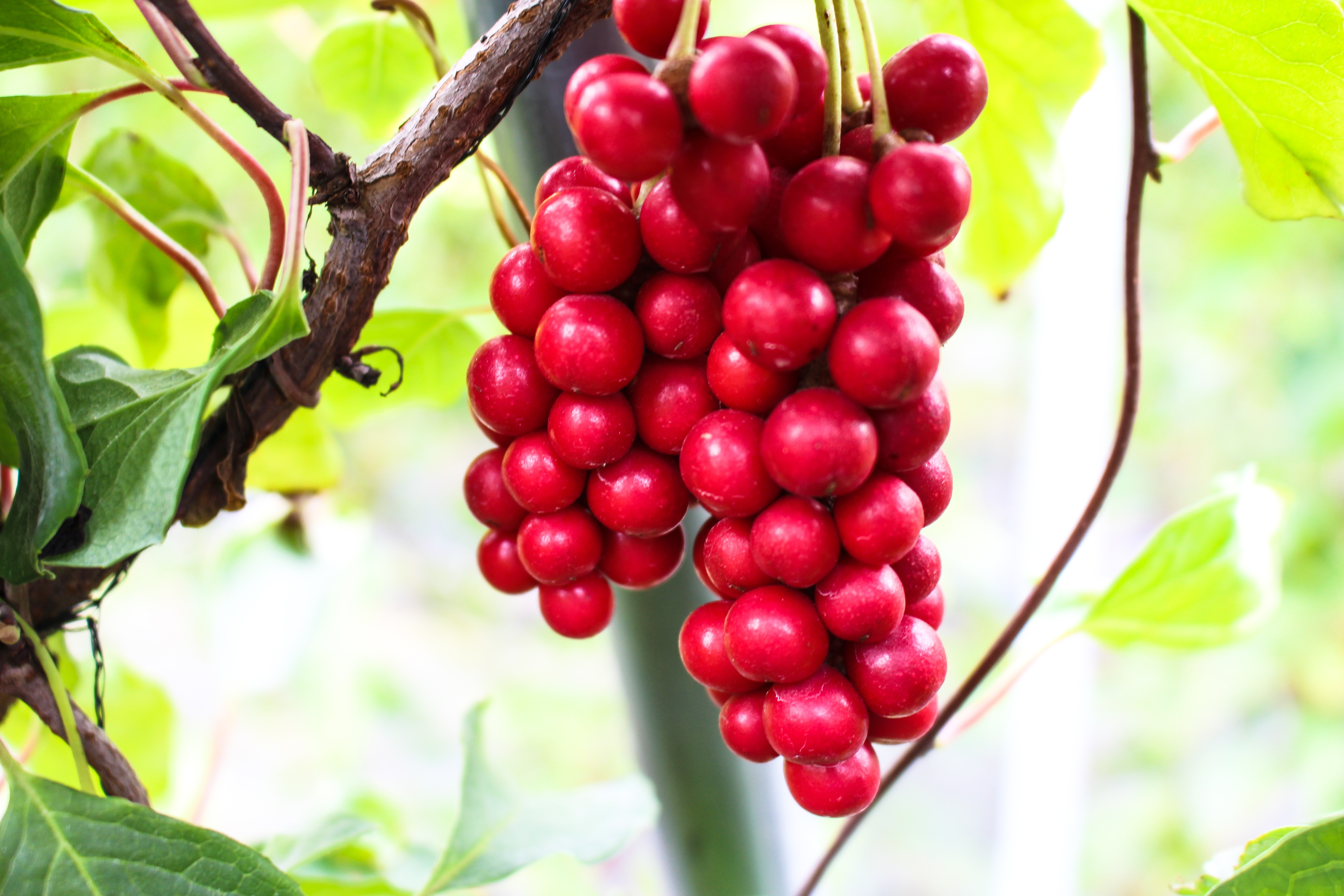
五味子
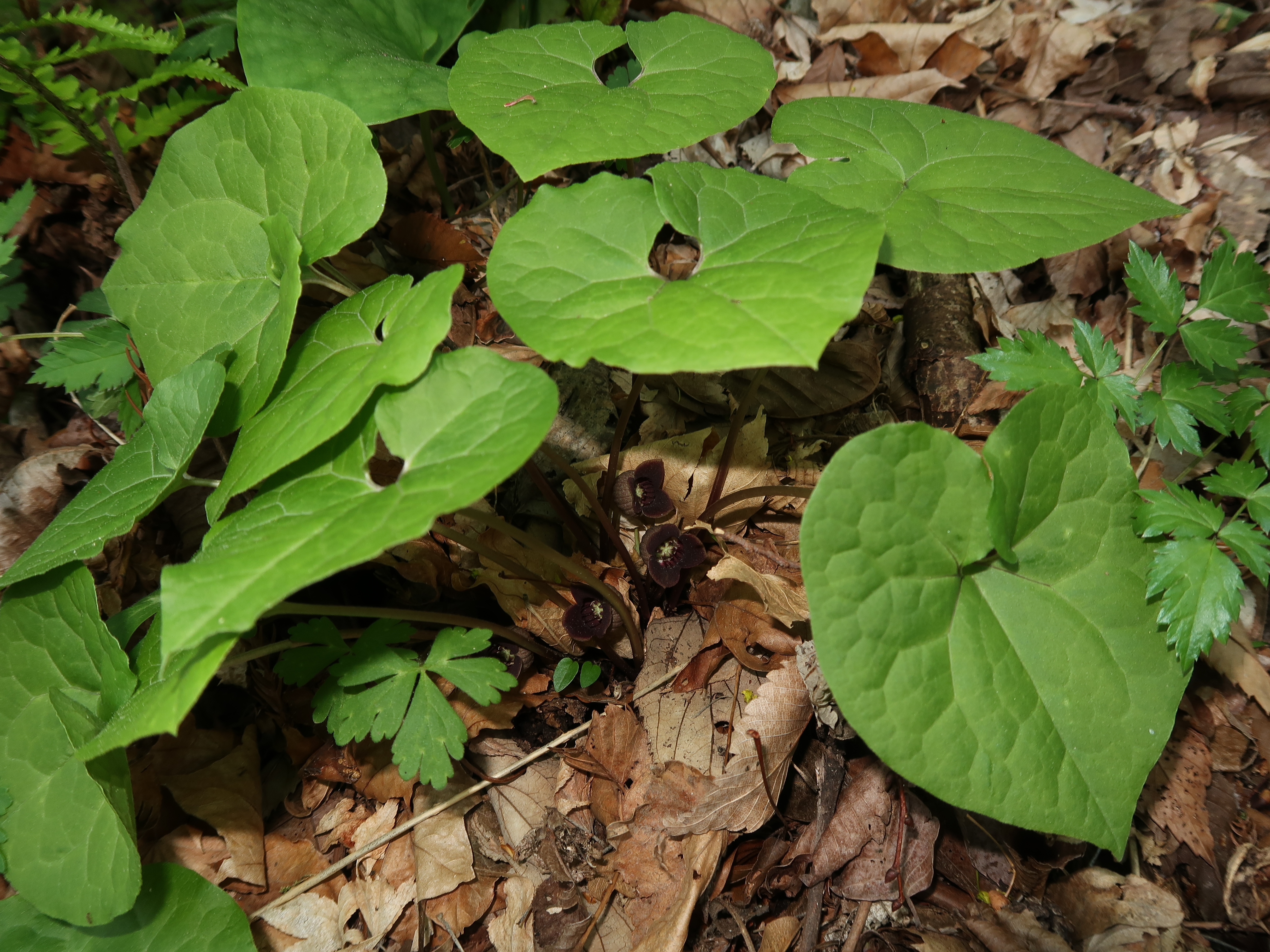
細辛
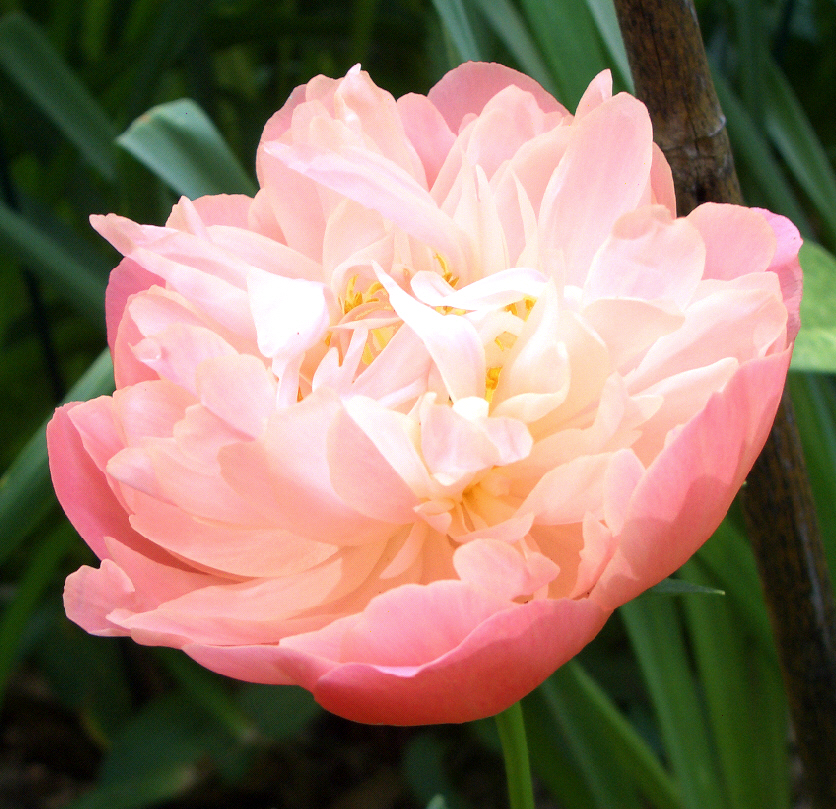
芍薬
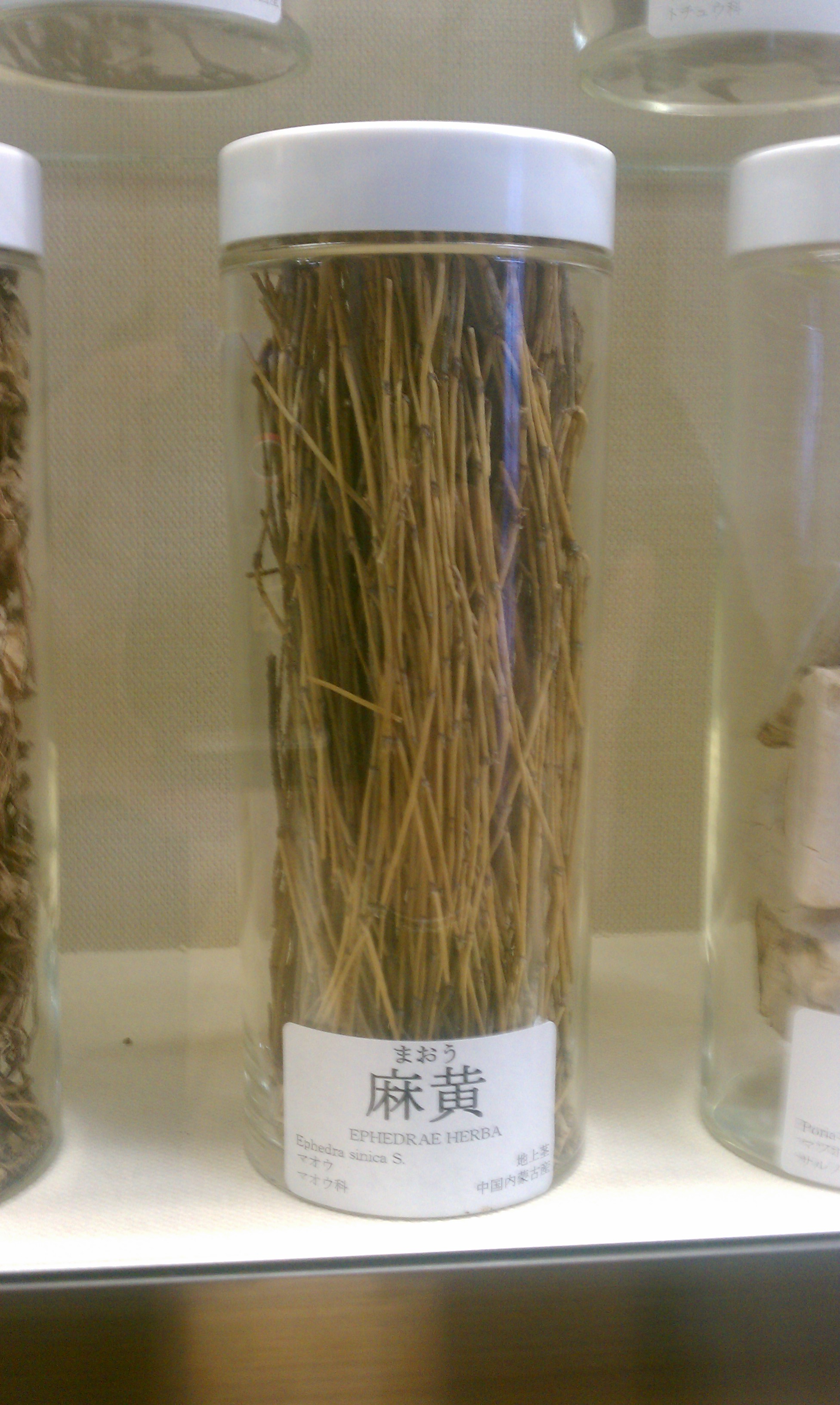
麻黄

### 方解
青竜は中国の神話に出てくる四神の1つで、東方を守護する神である。青竜の青は麻黄の色の青さから名付けられたという。青竜湯には大青竜湯、小青竜湯があり、大青竜湯ほど症状の激しくないものに用いる。

## 禁忌
アルドステロン症のある患者、ミオパシーのある患者、低カリウム血症のある患者。

## 副作用
間質性肺炎、偽アルドステロン症、ミオパシー、肝機能障害など。

## 関連処方
- 大青竜湯